# Leones de la Plaza de Castilla (Oviedo)
L'escultura urbana coneguda pel nom “Leones de la Plaza de Castilla”, ubicada darrere del carrer Pérez de la Sala, a la ciutat d'Oviedo, Principat d'Astúries, Espanya, és una de les més d'un centenar que adornen els carrers de l'esmentada ciutat espanyola.
El paisatge urbà d'aquesta ciutat, es veu adornat per obres escultòriques, generalment monuments commemoratius dedicats a personatges d'especial rellevància en un primer moment, i més purament artístiques des de finals del segle xx.
L'escultura, feta de bronze, és obra de Florencio Muñiz Uribe, i està datada la seua ubcación actual en 1971.
Aquesta obra escultòrica estava anteriorment situada a l'entrada a l'autopista de Castella, però el Ministeri de l'Exèrcit va cedir, a 1970, a l'Ajuntament d'Oviedo, qui ho va traslladar a la plaça de Castella el 1971.
El grup escultòric el formen dos lleons de bronze, als quals els han estat arrencades les boles sobre les quals recolzaven el peu i les inscripció, enmig dels quals apareix esulpico en pedra un escut d'Oviedo.
L'any 2013, Fòrum Astúries va sol·licitar a l'Ajuntament d'Oviedo, la ubicació d'una placa de reconeixement a la «tasca altruista» del "Club dels Lleons" a la plaça de Castella, fent ús del grup escultòric obra de Florencio Muñiz Uribe, la simbologia (dos lleons en una zona enjardinada), posseïen una certa relació amb el nom del Club). La petició del grup municipal s'argumentava en la consideració que el Club dels Lleons «és una organització mundial de caràcter altruista al servei de tota classe d'oenagés i organismes de beneficència». A la ciutat d'Oviedo aquest club porta diversos anys, pocs anys després del començament del segle segle xxi, realitzant tasques filantròpiques i d'ajuda als altres, entre d'altres, a la Cuina Econòmica.